# Jang Jae-sung
Jang Jae-sung est un lutteur sud-coréen spécialiste de la lutte libre né le 15 mars 1975.

## Biographie
Lors des Jeux olympiques d'été de 1996 se tenant à Atlanta, il remporte la médaille d'argent en combattant dans la catégorie des -62 kg. Lors des Jeux olympiques d'été de 2000, il remporte la médaille de bronze en combattant dans la catégorie des -63 kg. Il remporte aussi la médaille d'argent lors des Championnats du monde en 1999 et la médaille de bronze lors des Championnats du monde de 2001.